# Gruhen im Landkreis Ludwigsburg

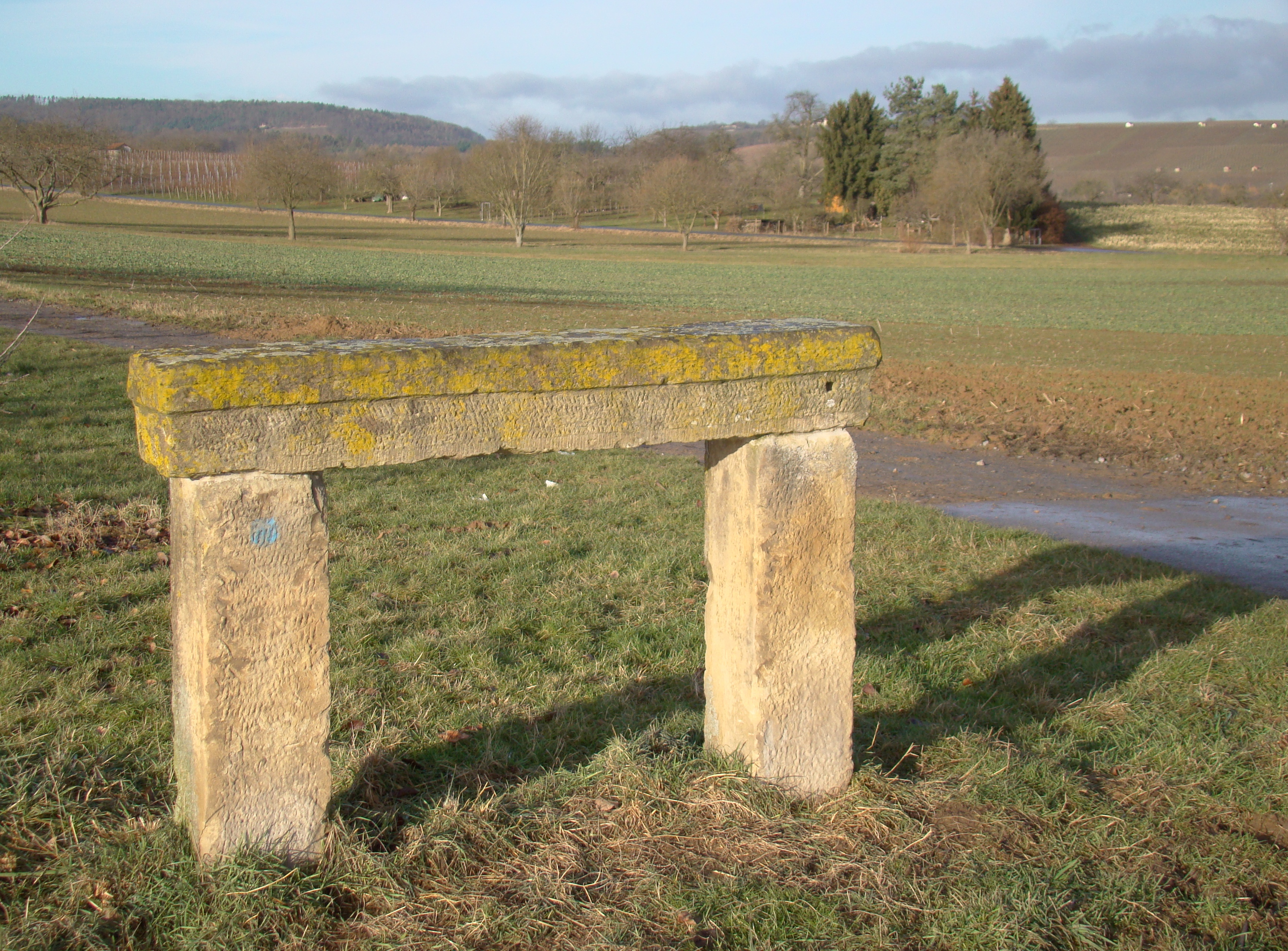
Die Gruhe von Erligheim: eine alte Gruhe an einem typischen Standort

Es gibt rund 60 Gruhen im Landkreis Ludwigsburg. Davon sind noch etwa die Hälfte zu wesentlichen Teilen in ihrem ursprünglichen Zustand erhalten. Eine umfassende Bestandsaufnahme veröffentlichten Reinhard Wolf, Hans Dietl und Albrecht Gagsch im Jahre 1984. Eine detaillierte Bestandsaufnahme wird von Reinhard Wolf von Zeit zu Zeit aktualisiert.
Die vorliegende Aufstellung folgt in verkürzter Darstellung den Ausführungen von Wolf, Dietl und Gagsch. Daten aus der aktualisierten Bestandsaufnahme von Wolf wurden verwendet, um die Gruhen aufzufinden. Ferner wurden Angaben zur Bauweise und zum Erhaltungszustand der Gruhen sowie zur Bedeutung alter Wegverbindungen aus dieser Bestandsaufnahme verwendet.

## Einführung

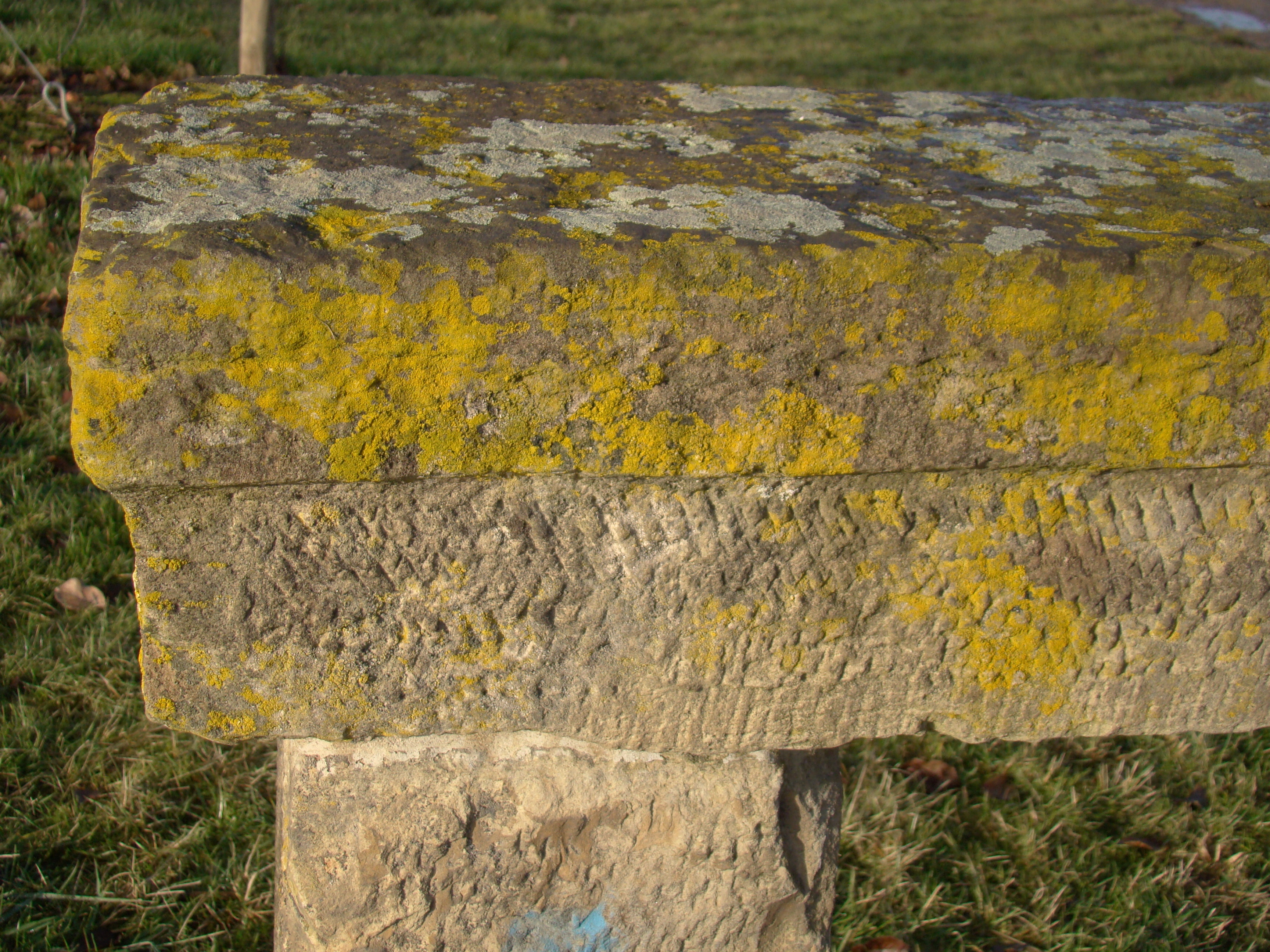
Bearbeitungsdetails einer alten Gruhe (Erligheim): Sturz mit Kehlprofil, kunstvolle Spitzerbearbeitung, breiter und akkurater Randschlag

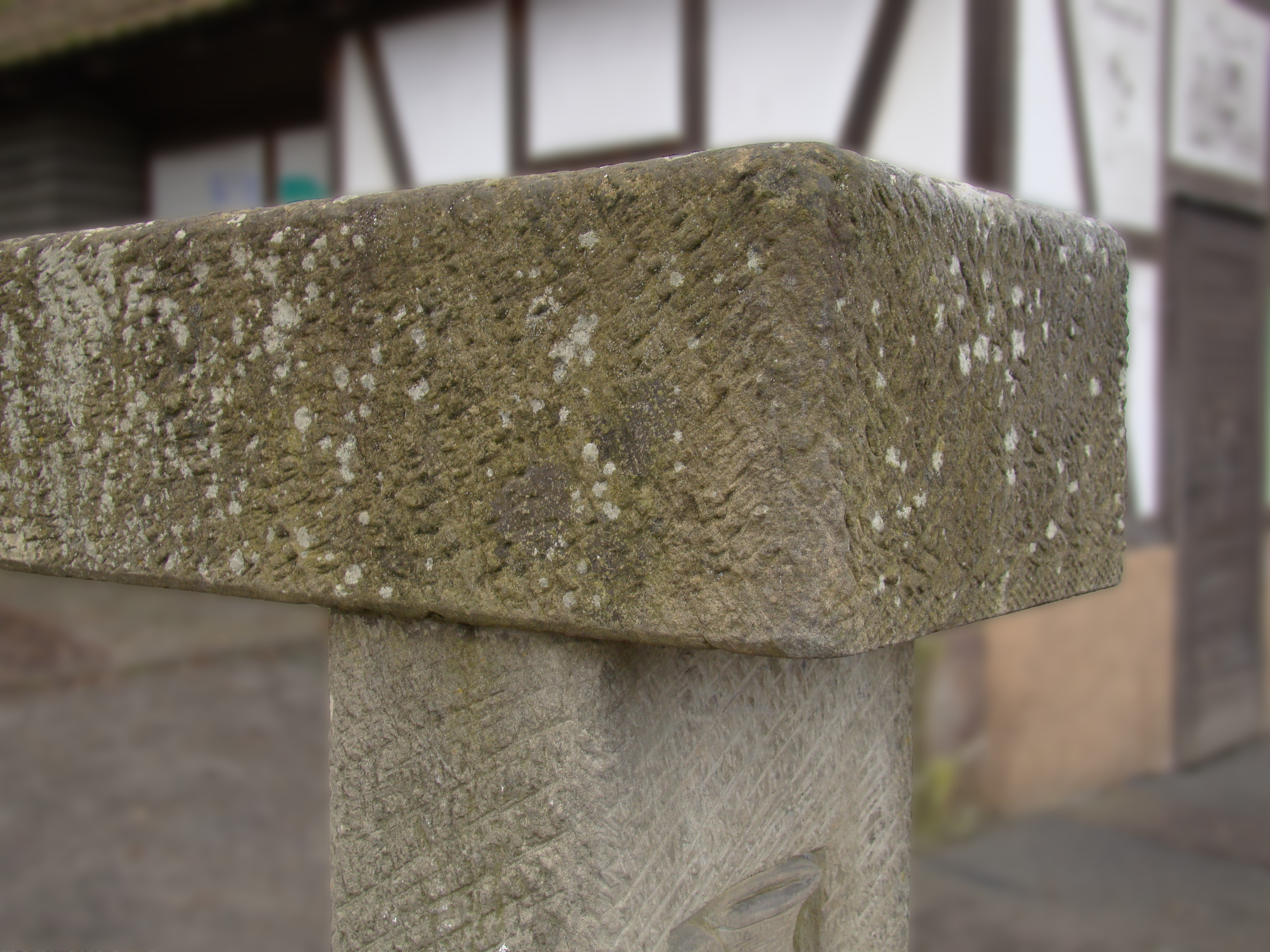
Bearbeitungsdetails einer modernen, handwerklich sauber gefertigten Gruhe (Sersheim): abgerundete Kanten, maschinell gespitzte und überbeilte Flächen

Die erhaltenen historischen Gruhen im Landkreis Ludwigsburg bestehen aus Sandstein, sehr häufig aus Schilfsandstein. Sie sind meist aus schlichten Quadern zusammengefügt. Rundungen aller Art sind nicht sehr häufig, oft hingegen sind die Stürze an der Unterkante mit einer umlaufenden Fase versehen. Die Flächen wurden durch Spitzen, Krönelung, Scharrierung, Überbeilen oder eine Kombination dieser Möglichkeiten gestaltet. Zusätzlich wurde oft ein Randschlag angebracht. Den ursprünglichen Bestand im Gebiet des heutigen Landkreises schätzen Wolf, Dietl und Gagsch auf rund 200. Ein Teil davon dürfte jedoch – weniger aufwändig – aus Holz gefertigt gewesen sein. Die Jahresrechnung der Gemeinde Tamm von 1781 bis 1782, die die Anfertigung von „2 Ruhstätt und -bänk“ unter „Zimmerarbeiten“ anführt, ist ein Indiz dafür.
Noch bis in die 1970er Jahre schenkte man diesen örtlichen Kleindenkmälern wenig Wertschätzung. Wo sie dem Verkehr oder der Landwirtschaft im Wege waren, wurden sie, beispielsweise bei Flurbereinigungen, bei Straßen- oder Hausbauten, als störende Hindernisse beseitigt. Die beschleunigte Verwitterung des Sandsteins im 20. Jahrhundert trug ebenfalls zum Schwund bei, ganz besonders an Standorten, an denen die Gruhen der Wirkung von Streusalz ausgesetzt waren.
Ein Umdenken setzte Anfang der 1980er Jahre ein, zeitgleich mit der und auch beeinflusst durch die Bestandsaufnahme von Wolf, Dietl und Gagsch: Man erkannte den historischen Wert dieser Raststellen an den damaligen Verkehrsverbindungen, die ein fester Bestandteil der Lebensumstände bis in die zweite Hälfte des 19. Jahrhunderts waren. Bereits zuvor war damit begonnen worden, alte Gruhen zu restaurieren. In einigen Fällen wurden sie auch an Stellen versetzt, wo sie weniger gefährdet waren als am ursprünglichen Standort. Auch neue Gruhen wurden erbaut. Vorzugsweise wurden sie an Standorten errichtet, an denen eine historische Gruhe stand oder vermutet wird; in einigen Fällen auch einfach an Standorten mit markanter Lage. Diese neuen Gruhen bestehen aus gesägten und maschinell bearbeiteten Sandsteinblöcken.
Da Gruhen dem Absetzen von Lasten dienten, befindet sich die Sturzoberfläche regulär in Bauch- bis Brusthöhe, rund 1,20 m–1,30 m über dem Erdboden. Hin und wieder trifft man Gruhen an, die niedriger sind und eher wie eine Sitzbank wirken. Zum einen liegt das daran, dass Gruhen durch ihr Gewicht eingesunken sind oder dass Erde angeschwemmt wurde. Zum anderen ist es Unkenntnis geschuldet, dass Gruhen beim Umsetzen oder Neuaufbau zu tief eingegraben wurden.

## Einzeldarstellungen
Die Gliederung richtet sich nach den Gemeinden und innerhalb der Gemeinden nach Gemarkungen. Aufgrund dieser Systematik wiederholen sich in einzelnen Fällen die Überschriften.

### Affalterbach
| Lage | Beschreibung | Bild |
| --- | --- | ---- |
| 48,9282° N, 9,31937° O Etwa 1 km nordnordöstlich des Ortskerns an der Abzweigung des Eselsweges von der Erdmannhäußer Straße. Die Stelle war einst eine bedeutende Wegabzweigung. Richtung Nordwesten führte der Weg über Erdmannhausen in Richtung Murr. Richtung Norden gelangte man zur Schweißbrücke über die Murr und von dort aus weiter Richtung Steinheim. Nach Södosten ging es in den Raum Winnenden. Die Gruhe liegt hinter einem Gebüschstreifen am Seitenweg von der Straße getrennt und ist von Gestrüpp umwachsen. | Nach 1984 errichtete Gruhe am Standort einer historischen Gruhe, die Anfang der 1950er Jahre bei der Flurbereinigung beseitigt wurde. Zweigliedrig mit rechts angezapfter Sitzbank. Flächen maschinell fein aufgeraut, Kanten gerundet. |      |

### Benningen am Neckar
| Lage | Beschreibung | Bild |
| --- | --- | ---- |
| 48,9414° N, 9,23959° O An der Ludwigsburger Straße gegenüber dem Gewerbegebiet am Ortsrand. Die kerzengerade Straße, die nach Ludwigsburg-Hoheneck weiterführt, erreicht an dieser Stelle die Anhöhe und ist Richtung Südwesten weit zu überblicken. | 1999 errichtete Gruhe anstelle einer um 1800 errichteten historischen Gruhe, die beim Ausbau der Ludwigsburger Straße beseitigt wurde. Stiftung von Amalie Seyfferle. Auf dem Sturz sind Inschriften eingraviert. Auf der Vorderseite: Erstellt 1800 von unseren Ahnen / Benningen am Neckar / Zum AusGruhen / erneuert 1999. Auf der rechten Außenseite, wegen Moos- und Flechtenbewuchs nur schwer lesbar: Durch Nachkommen F. u. W. Seyfferle / Bürgermeister Haaf / Bildh. Kirschler. Auf dem linken Pfeiler ist ein Wappen mit zwei gekreuzten Priorstäben als Symbol für das Kloster Backnang, auf dem rechten das Zehntzeichen BB für Benningen-Backnang eingraviert. Alle Flächen sind scharriert und die Kanten abgerundet. |      |

### Besigheim
| Lage | Beschreibung | Bild           |
| --- | --- | -------------- |
| 48,99151° N, 9,16116° O Unterhalb des Grundstücks Neckarblick 49; Zugang entlang des Hanges von der Ingersheimer Straße oder vom Besigheimer Hörnle her. Der kleine, heute verfallene und schlecht begehbare Gras- und Stufenweg, der vom Tal her senkrecht den Hang hinauf zur Gruhe führt, war früher ein viel benutzter Reit- und Fußweg von Besigheim nach Kleiningersheim. Kurz vor Erreichen der Anhöhe konnte man an der Gruhe verschnaufen. Heute ist der Weg von oben her, da durch das Privatgrundstück unterbrochen, nicht mehr zugänglich. | Gut erhaltene eingliedrige alte Gruhe von massiver Bauart, aus exakt bearbeitetem Schilfsandstein mit kräftigem Randschlag. | Weitere Bilder |

### Bietigheim-Bissingen

#### Bietigheim
| Lage | Beschreibung | Bild |
| --- | --- | ---- |
| 48,96676° N, 9,11498° O An der Löchgauer Straße nordwestlich des Ortsausgangs von Bietigheim, oberhalb der nördlichen Straßenböschung am alten Löchgauer Weg. Letzterer war ein Reit- und Fußweg, an dieser Stelle von der Fahrstraße abzweigend. Er bietet eine kleine Abkürzung, jedoch über Steigungen, während die Straße auf annähernd gleichem Höhenniveau verläuft. Außerdem führte der Weg früher in eine Weinberglage. | Einfache eingliedrige, vermutlich sehr alte Gruhe. Die Steine sind gespitzt und geflächt, an wenigen Stellen ist noch Randschlag zu erkennen. Pfeiler und Sturz sind vorne mit gekröpften Eisenbändern verbunden. Die Gruhe stand bis 1982 fast vergessen, überwachsen und von Bauschutt umgeben, bis sie auf Veranlassung von Reinhard Wolf freigestellt wurde.  |      |
| 48,96935° N, 9,12167° O Auf der Höhenlage des Abendberges nördlich von Bietigheim, am Siechenweingartweg gegenüber einem Aussiedlerhof. Der Standort bietet eine hervorragende Aussicht über die im Enztal gelegene Stadt. Die Gruhe stand bis 1981 30 m weiter südlich und wurde bei Erschließungsarbeiten für den Aussiedlerhof an den jetzigen Standort versetzt.                                                            | Einfache eingliedrige Gruhe. Die verschiedenen offenen Ankerlöcher an Sturz und Pfeilern deuten darauf hin, dass die Gruhe mehrfach umgesetzt wurde. Weitere Vertiefungen am Sturz lassen vermuten, dass er ursprünglich einem anderen Zweck diente. Die Steine sind stark verwittert und angesplittert. Sie sind gespitzt, geflächt und mit Randschlag versehen. |      |

#### Bissingen
| Lage | Beschreibung | Bild           |
| --- | --- | -------------- |
| 48,9459° N, 9,0917° O Im Stadtteil Bissingen, vor dem Anwesen Jahnstraße 89. Die heutige Zufahrt zu den Sportplätzen war einst ein Feldweg. | Massive eingliedrige Gruhe aus Schilfsandstein. Sturz und beide Pfeiler sind sowohl an der Vorder- als auch an der Rückseite mit je einer Eisenklammer miteinander verbunden. Kanten und Ecken sind an vielen Stellen leicht beschädigt; die etwas verwitterten Flächen sind alle gekrönelt. | Weitere Bilder |

### Bönnigheim
| Lage | Beschreibung | Bild |
| --- | --- | ---- |
| 49,04613° N, 9,11313° O Südlich der L 2254, gegenüber der Abzweigung Zum Lauffener Feld, abseits ehemaliger Hauptverbindungswege. | Zweigliedrige Gruhe mit etwas verwitterter Sitzbank, 1970 renoviert. Ein damals aufgesetzter, unproportionierter, zu kurzer und zu flacher Sturz am Hauptteil wurde nach 1984 durch einen angemessen proportionierten, gespitzten neuen Sturz mit Randschlag ersetzt. Rechter Pfeiler am Hauptteil mit Klobenresten, laut Wolf nicht original. Großräumige Zementfüllung zwischen Hauptteil und Sitzbank. Pfeiler am Hauptteil nur stellenweise scharriert. Aufgrund der Bearbeitung und des Standortes vermuten Wolf, Dietl und Gagsch, dass es sich nicht um eine Original-Gruhe, sondern um ein neueres Werk handelt. |      |
| 49,03171° N, 9,08233° O Rund 1,5 km südwestlich des Ortskerns, am Rande der Weinberge gegenüber der Ruine des Kloesterle.         | Zweiteilige Gruhe mit getrennt stehender Sitzbank aus sehr grob behauenem Schilfsandstein, von Reinhard Wolf 1979 entdeckt. Der Sturz des Hauptteils hat auf der Rückseite unten einen Falz. Das deutet darauf hin, dass es sich nicht um einen Original-Gruhenstein, sondern um einen ehemaligen Fenster- oder Türpfosten handelt. Zusammen mit der groben Bearbeitung deutet dies darauf hin, dass es sich nicht um eine historische, sondern um eine neue Gruhe handelt. |      |

### Ditzingen

#### Ditzingen
| Lage | Beschreibung | Bild |
| --- | --- | ---- |
| 48,81925° N, 9,05765° O An der Einmündung Siemensstraße – Calwer Straße (B 295). Die Gruhe stand ursprünglich 500 m außerhalb der Stadt an der B 295; 1995 wurde sie an ihren jetzigen Standort versetzt. | Massige eingliedrige Gruhe aus gemustertem Sandstein. Die Steine weisen mehrere Säge- und Klebestellen sowie farblich angepasste und gekrönelte (sic) Ausmörtelungen auf. 1984, am alten Standort, war dies nicht der Fall. Außerdem hat sich die Höhe des Sturzes gegenüber 1984 geändert. Wahrscheinlich wurde die Gruhe am alten Standort beschädigt und anschließend aus alten und neuen Teilen zusammengeflickt. |      |

#### Heimerdingen
| Lage | Beschreibung | Bild |
| --- | --- | ---- |
| 48,84183° N, 8,9851° O Gegenüber dem Stedehof, am Höfinger Weg ca. 1 km südlich des Heimerdinger Bahnhofs. | Die zweigliedrige Gruhe aus gesägtem Schilfsandstein entstand, laut Gravur in der Sitzbank, 1972 im Rahmen der Flurbereinigung. Der Sturz trägt eine Gravur Krugstatt in großen erhabenen Buchstaben, links und rechts eingerahmt vom Heimerdinger Wappen und von drei Ähren. Die Flächen sind teilweise scharriert, teilweise maschinell gekrönelt. |      |

### Eberdingen

#### Nussdorf
| Lage | Beschreibung | Bild |
| --- | --- | ---- |
| 48,89954° N, 8,92454° O Am Mühlweg rund 800 m westnordwestlich des Nussdorfer Ortsrandes an der bergseitigen Wegseite, 50 m vor der Kreuzung mit dem Hartweg. Der Mühlweg führt im weiteren Verlauf hinunter ins Kreuzbachtal zur Sorgenmühle. | Die Gruhe wurde 1986 als Ersatz für eine zusammengebrochene alte Gruhe aufgestellt. Diese Vorgängergruhe stammt aus der Zeit um 1750. Sie war noch bis in die 1950er Jahre hinein intakt; 1983 standen noch die Stützpfeiler. Die neue Gruhe ist zweigliedrig und handwerklich gut gearbeitet. Die Sitzbank an der rechten Seite ist passgenau angezapft. Alle Steine sind maschinell gekrönelt und überbeilt, zudem mit einem schrägen Randschlag versehen. Ein Mülleimer unmittelbar links und ein Hinweisschild unmittelbar rechts der Gruhe stören den optischen Eindruck. |      |

### Erdmannhausen
| Lage | Beschreibung | Bild |
| --- | --- | ---- |
| 48,94189° N, 9,27709° O Am nördlichen Rand der Straße K1603 von Erdmannhausen nach Marbach, rund 30 m entfernt vom Marbacher Ortsschild. | Nach 1984 errichtete zweigliedrige Gruhe aus alten Pfeiler- und vermutlich neuen Sturzsteinen. Der Sturz des Hauptteils ist rundum scharriert, der Sturz der Sitzbank ist an den Seiten scharriert und auf der Oberfläche gekrönelt und mit Randschlag versehen. Die Pfeiler sind gespitzt.  |      |
| 48,94187° N, 9,30961° O An der Kreuzung der beiden asphaltierten Feldwege Kirchberger Straße – Kreuzweg, vor dem Gehöft Herzer. | Nach 1984 errichtete zweigliedrige Gruhe aus alten Steinen, mit auffallend kurzem Hauptsturz. Dieser Sturzstein hat vorne und hinten einen Falz von jeweils rund 3 cm. Er ist rundum scharriert. Die Pfeiler sind gespitzt und überscharriert. Die Sitzbank ist gespitzt und hat Randschlag. |      |
| 48,93507° N, 9,30114° O An der Affalterbacher Straße (K1603) südöstlich des Ortes, gegenüber der Abzweigung An der Wachthütte. Ausblick über eine sanfte Talsenke zum gegenüber gelegenen Lemberg. Der an dieser Stelle kreuzende Feldweg hieß ursprünglich Weihinger Weg und war eine Verbindung von Poppenweiler über den abgegangenen Weiler Weihingen nach Kirchberg an der Murr. Bis 1965 stand an derselben Stelle eine alte Gruhe; sie wurde bei einer Flurbereinigung beseitigt. | Nach 1984 errichtete zweigliedrige Gruhe aus alten Steinen. Die Sturzsteine sind, von oben gesehen, an den Außenenden zylindrisch abgerundet. Alle Steine sind rau gespitzt. |      |

### Erligheim
| Lage | Beschreibung | Bild           |
| --- | --- | -------------- |
| 49,02016° N, 9,0881° O Nördlich der Kreuzung Freudentaler Straße – Lange Äcker, am ehemaligen Verbindungsweg nach Freudental unmittelbar vor dem Anstieg zum Erligheimer Balkon. | Eingliedrige Gruhe. Den gekehlten Sturz, fein gespitzt mit breitem Randschlag, bezeichnen Wolf, Dietl und Gagsch als einen der „am schönsten bearbeiteten Steine an den im Kreisgebiet noch vorhandenen Gruhen“. | Weitere Bilder |

### Freiberg am Neckar
| Lage | Beschreibung | Bild           |
| --- | --- | -------------- |
| 48,92495° N, 9,20856° O Nördlich der K 1672, an der westlichen der beiden Abzweigungen Salzmann.                           | Viergliedrige Gruhe mit zweigliedrigem Hauptteil und zwei Sitzbänken; die größte im Landkreis Ludwigsburg. Die vermutlich 1808 erstellte Gruhe stand ursprünglich rund 700 m weiter nordöstlich am höchsten Punkt der Straße Freiberg–Benningen. Am alten Standpunkt war die schwere Anlage zum Schluss derart eingesunken, dass die Sitzflächen fast ebenerdig und die Pfeiler der Sitzbänke nicht mehr sichtbar waren. Nach 1984 wurde sie an den jetzigen Standpunkt verlegt. Die schlicht wirkenden, ebenmäßigen Stürze sind gekrönelt und mit Randschlag bearbeitet. | Weitere Bilder |
| 48,92398° N, 9,17681° O An der Monreposstraße vor einem Aussiedlerhof, ca. 800 m südöstlich der Bebauungsgrenze der Stadt. | Die gekrönelte, mit Randschlag versehene Schilfsandsteingruhe wurde 1981, zum Abschluss der Flurbereinigung Heutingsheim, an einer Stelle errichtet, an der sich laut einem Ortsplan von 1770 eine Gruhe befand. |                |

### Kirchheim am Neckar
| Lage | Beschreibung | Bild |
| --- | --- | ---- |
| 49,05178° N, 9,16224° O In den Weinbergen nordöstlich der Kirchheimer Neckarschleife, an einer Wegkreuzung. Der ursprüngliche Standort war vermutlich an der Einmündung des Lochweges in die B 27. | Nach dem Abbruch der vermuteten Vorgängergruhe waren die Teile lange bei einem Landwirt gelagert. Bandlöcher an Sturz und Pfeilern, die nicht im Zusammenhang miteinander stehen, ein großes quadratisches senkrechtes Loch im rechten Teil des Sturzes sowie die Verwendung von reichlich Zementmörtel deuten auf mehrere Umbauten hin und lassen einen früher anderen Verwendungszweck der Teile vermuten. Der Sturz wurde beim Wiederaufbau vermutlich verkehrt herum aufgesetzt, da die Unterseite glatt gearbeitet, die Oberseite hingegen nur grob gespitzt ist. Die Sitzbank besteht aus einem alten Türbogen mit den eingravierten Zeichen 17 CH 13. |      |

### Korntal-Münchingen
| Lage | Beschreibung | Bild |
| --- | --- | ---- |
| 48,85135° N, 9,07565° O Rund 1 km westlich des Ortsrandes von Münchingen, am nördlichen Rand des Feldweges, der von der Schöckinger Straße, hier übergehend in die Straße Im Gewand Mauer, abzweigt. Im Nordwesten des Gruhenstandortes liegt das Gewann Hinter der Maurener Geruhstatt. | Die Gruhe wurde 1987 gestiftet vom Heimatverein Münchingen. Es handelt sich um eine einfache stilgerechte Gruhe aus hellen, gesägten und maschinell gekrönelten Steinen. |      |

### Kornwestheim
| Lage | Beschreibung | Bild           |
| --- | --- | -------------- |
| 48,871° N, 9,1938° O Nordöstlich der Stadt, in der Nähe der Nordwestecke des neuen Friedhofs, an der diagonalen Kreuzung des Oßweiler Weges, der Kornwestheim und Oßweil miteinander verbindet, mit dem Ludwigsburger Weg, der von Zazenhausen nach Ludwigsburg führt. | Einfache eingliedrige alte Gruhe, gedrungen und massiv mit außergewöhnlich großen Sturz. Vorne links eine Eisenklammer mit Schmiedestempel. Die Ankerlöcher ehemaliger Klammern an der Rückseite sind ausgemörtelt. Die Steine sind grob gespitzt. | Weitere Bilder |
| 48,86605° N, 9,19183° O Im Lapidarium an der Südwestecke des alten Friedhofs an der Aldinger Straße. Bis 1980 stand die Gruhe an der alten Ludwigsburger Straße nördlich der Stadt in der Nähe des Umspannwerks bei 48,8776° N, 9,1859° O.                             | Einfache eingliedrige Gruhe, zu tief eingegraben, dadurch eher eine Sitzbank, mit kunstvoller Gravur Korn Westheim 1803 und Zierelementen im Gravurfeld an der Vorderseite. Die Oberflächen sind gekrönelt. |                |
| 48,85758° N, 9,1852° O Stuttgarter Straße, an der Westseite gegenüber der Einmündung Rechbergstraße. Heute inmitten der Stadt, im 19. Jahrhundert war hier jedoch freies Feld.                                                                                         | Baugleich wie die zuvor und die nachstehend genannte Gruhe, mit der gleichen Gravur. Vermutlich wurden alle drei Gruhen vom gleichen Steinmetz in einem Auftrag hergestellt. Die Oberflächen sind gespitzt. Großflächige Ausbesserungen mit Mörtel, die zum Teil wieder im Abplatzen begriffen sind. | Weitere Bilder |
| 48,8514° N, 9,18424° O Stuttgarter Straße, an der Westseite etwas südlich gegenüber der Einmündung Albstraße. Die Gruhe stand ursprünglich rund 150 m weiter südlich an der Gemarkungsgrenze.                                                                          | Einfache Gruhe mit ausladendem Sturz, baugleich wie die beiden vorstehend genannten Gruhen. Die schlecht lesbare Gravur, in der gleichen kunstvollen Ausfertigung und Schriftart wie bei den anderen Gruhen, lautet: Zuffenheiser Margdung 1803 Korn Westheimer Margdung (sic). Der gekrönelte Sturz ist mit Randschlag versehen und an verschiedenen Stellen mit reichlich Mörtel ausgebessert. Die Pfeiler sind gespitzt und überbeilt. Der linke Pfeiler wurde in jüngerer Vergangenheit überarbeitet. Der rechte Pfeiler zeigt innen starke Abschilferungen und außen an der unteren Vorderkante ein großes abplatzendes Teilstück. |                |

### Ludwigsburg

#### Hoheneck
| Lage | Beschreibung | Bild |
| --- | --- | ---- |
| 48,90622° N, 9,20029° O An der Bottwaltalstraße Ecke Hölderlinstraße in Ludwigsburg-Hoheneck; an der Kreuzung des Verbindungsweges, der von Schloss Monrepos am Favoritepark vorbei und hinunter zum Hohenecker Heilbad führt. Die Gruhe stand bis 1978 in der Heimengasse, der steilen Verbindungsstraße von Hoheneck herauf in Richtung Freiberg-Beihingen. | Eingliedrige alte Gruhe; Sturz außenbündig auf die Pfeiler aufgesetzt. Der an den Kanten etwas angeschlagene Sturz trägt vorne eine weitgehend unleserliche Gravur; rechts im Gravurfeld ist aber doch die Jahreszahl 1814 erkennbar. Die Pfeiler sind offensichtlich neueren Datums. Der Sturz ist scharriert, die Pfeiler sind gespitzt mit ausgeprägtem Randschlag. |      |

#### Poppenweiler
| Lage | Beschreibung | Bild |
| --- | --- | ---- |
| 48,9111° N, 9,29438° O Rund 1,5 km östlich von Poppenweiler, 400 m westlich des Waldrands am Abhang des Lembergs an einer Wegabzweigung am Grasigen Weg. Dieser ist heutzutage mitnichten grasig, sondern ein betonierter Feldweg. Er führt von Poppenweiler zum Lemberg und war früher wohl Teil der Verbindung zwischen Poppenweiler und Affalterbach. Die Gruhe liegt auf einer Wegkuppe; der Standort bietet einen weiten Rundblick über das Unterland bis hinüber zum Hohenasperg, die Ortschaften Poppenweiler und Hochdorf sowie hinauf zum Lemberg. | Einfache eingliedrige Gruhe. Sie wurde 1977 mutwillig beschädigt und 1978 wieder aufgebaut. Der Sturz ist unten auf der Vorder- und Rückseite in unterschiedlicher Tiefe gefast. Auch die Pfeilersteine weisen innen solche Fasen auf. Alle Steine sind gespitzt und mit Randschlag versehen; die Sturzoberseite ist auffällig uneben und nur grob gespitzt. Auf Grund der einheitlichen, unüblichen Bearbeitung vermutet Wolf, dass alle drei Steine aus einer Werkstatt stammen und die beschädigte Gruhe komplett ersetzt wurde. Ein Prellstein, halb vergraben am Eck vor der Gruhe, lässt Reste einer Scharrierung erkennen. Es könnte sich um den Pfeilerstein einer ehemaligen Sitzbank handeln. |      |

### Marbach am Neckar
| Lage | Beschreibung | Bild |
| --- | --- | ---- |
| 48,94781° N, 9,2638° O Auf dem Marbacher Galgen ca. 1 km nordöstlich der Alexanderkirche, an der Wegmündung Milzenäcker – In der Au, an der alten direkten Verbindung von Marbach nach Steinheim. Vom Standpunkt der Gruhe aus hat man einen schönen Ausblick nach Marbach, zum Lemberg, zum Schurwald und zum Strom- und Heuchelberg. | Die aus schlichten, scharrierten Sandsteinquadern bestehende zweigliedrige Gruhe mit eigenständiger, jedoch unmittelbar anschließender Sitzbank wurde nach 1984 anstelle einer stark beschädigten Vorgängergruhe errichtet. |      |
| 48,9503° N, 9,27257° O Rund 1,1 km ostnordöstlich der zuvor genannten Gruhe, an der Kreuzung des Höhenweges Galgen – Spitteläcker mit dem Viehweg. Letzterer führt als Hohlweg vom Marbacher Gewerbegebiet Ried auf die Anhöhe und weiter zu den dort gelegenen Aussiedlerhöfen.                                                       | Die zweigliedrige Gruhe wurde 2000 erbaut und besteht aus gekrönelten Sandsteinquadern mit allseitigem Randschlag. |      |
| 48,93553° N, 9,27169° O An der Affalterbacher Straße 65 vor den Gebäuden der Weingärtnergenossenschaft. Die Gruhe wurde 1980 von ihrem früheren Standort, der 120 m näher zur Stadt und direkt an der Straße lag, an ihre jetzige Stelle verbracht.                                                                                    | Bei der Umsetzung 1980 wurde die Sitzbank erneuert, die 1960 bei einem Autounfall zerstört worden war. Bei der neuen Sitzbank, vermutlich aus Lettenkeuper-Sandstein, wurde auf Bearbeitung verzichtet, um deutlich zu machen, dass es sich um Ersatz handelt. Die übrigen, originalen Quader bestehen aus gespitztem und grob scharriertem Schilfsandstein und sind an Ecken und Kanten beschädigt. |      |

### Markgröningen

#### Markgröningen
| Lage | Beschreibung | Bild           |
| --- | --- | -------------- |
| 48,8963° N, 9,07958° O Südlich von Markgröningen an der ehemaligen, heute für den Straßenverkehr gesperrten Direktverbindung nach Schwieberdingen. | Hohe schlichte eingliedrige Gruhe mit massivem Sturz ohne Randschlag. Die Gruhe wurde in den 1980er Jahren renoviert, dabei sollten ursprünglich nur die stark beschädigten Pfeiler durch neue ersetzt werden. Während der Restaurierungsarbeiten kam jedoch auch der Sturz im Bauhof der Stadt abhanden und musste ersetzt werden. Die Pfeiler sind waagerecht scharriert; der Sturz ist an allen vier Seiten unterschiedlich bearbeitet. | Weitere Bilder |
| 48,91239° N, 9,07632° O Nördlich der Stadt an der westlichen Seite der Unterriexinger Straße, an der Abzweigung der Straße Lettenbödle. | Die Gruhe hatte ursprünglich eine Sitzbank auf der linken Seite. Nach 1984 wurde sie renoviert, dabei wurde der baufällige Sturz ersetzt. Die Gravierung EZ92 auf der Unterseite des Sturzes lässt vermuten, dass dies 1992 geschah. Der linke der beiden hellen, hohen Pfeiler wurde bei der Renovierung falsch herum, mit dem Zapfloch der ehemaligen Sitzbankverbindung nach vorne, neu aufgestellt. Sowohl Sturz als auch Pfeiler sind gespitzt und scharriert, der Sturz zudem umlaufend an der unteren Kante gefast. Die auffälligen Rundungen der Pfeilerkanten könnten dadurch zustande gekommen sein, dass an den Pfeilern Sensen geschliffen wurden.                                       | Weitere Bilder |
| 48,91316° N, 9,08292° O Nördlich der Stadt im Wald am nördlichen Abhang des Leudelsbachtals, am Talerweg oberhalb der südöstlichen Wegseite. | Die gespitzte, geflächte und an den Kanten des Sturzes gefaste Gruhe hatte ursprünglich eine Sitzbank. Sie hat einen an den Enden auffällig weit überstehenden Sturz. Die Pfeiler sind gut erhalten. Die Oberkante des Sturzes weist an der Rückseite Wellenschliff auf, was vermutlich nicht als Verzierung, sondern als Beschädigung zu deuten ist. | Weitere Bilder |
| 48,92354° N, 9,03464° O An einem alten Weg, der sich am Waldsaum oberhalb des südöstlichen Enzufers in Nord-Süd-Richtung erstreckt. Vermutlich war der alte Weg einst die geradlinige Verbindung zwischen Unterriexingen und Pulverdingen. Östlich des alten Weges befindet sich ein Gehölz mit einem Steinsaum aus Muschelkalkbrocken, Buntsandsteingeröll und etwas Bauschutt. Inmitten dieses Gehölzes steht westlich unter einem großen Nussbaum die Gruhe. | Einfache eingliedrige Gruhe. Der Sturz ist, mit Ausnahme der Unterseite, rundum scharriert und an den unteren Kanten gefast. Die Unterseite des Sturzes ist nur grob gespitzt. Beide Pfeiler sind ebenfalls fein scharriert. Anfang 2010 war die Gruhe defekt, der Sturz lag hinter den Pfeilern. Dadurch waren die großen, annähernd quadratischen, aus dem Stein gehauenen Zapfen sichtbar, mit denen der Sturz auf den Pfeilern fixiert war. 2020 zeigte sich die Gruhe weiterhin als Ruine, inzwischen weiter mit Vegetation überwachsen und Unrat zu ihren Füßen. Im Mai 2023 war die Gruhe wiederhergestellt sowie von Vegetation freigeschnitten, und der Unrat zu ihren Füßen war beseitigt. | Weitere Bilder |

#### Unterriexingen
| Lage | Beschreibung | Bild |
| --- | --- | ---- |
| 48,924° N, 9,0526° O In den Streuobstwiesen rund 1 km südlich der Frauenkirche, am asphaltierten Höhenweg. Früher war dieser Weg Teil eines Fernpfades, der sich mindestens von Kleinsachsenheim bis Hemmingen hinzog. Der Name des Standortes lautet Am Brünnele; die austretende Bodenfeuchtigkeit deutet darauf hin, dass sich hier tatsächlich ein Brunnen befand. | Eingliedrige alte Gruhe aus Schilfsandstein. Der Sturz mit der umlaufenden Fase ist ebenso gestaltet wie bei der Gruhe am Markgröninger Tälerweg, ebenso die an die Fase angepassten Bandklammern, mit denen der Sturz auf den Pfeilern befestigt ist. Dies deutet darauf hin, dass beide Gruhen von denselben Handwerkern gebaut wurden. |      |

### Möglingen
| Lage                                                                              | Beschreibung | Bild           |
| --------------------------------------------------------------------------------- | --- | -------------- |
| 48,8902° N, 9,11789° O Am Ortsausgang, an der Nordseite der Markgröninger Straße. | Die Gruhe wurde 2000 anstelle einer 1970 am selben Ort abgebauten Gruhe neu errichtet. Der gespitzte, an den Enden durch Abschlagungen beschädigte Sturz stammt von jener Vorgängergruhe. Er war von einer Privatperson gelagert worden. Die nur grob bearbeiteten Pfeiler sind offensichtlich neu. | Weitere Bilder |

### Mundelsheim
| Lage | Beschreibung | Bild |
| --- | --- | ---- |
| 48,9993° N, 9,22124° O Östlich und oberhalb von Mundelsheim auf der Hochfläche, am alten Postweg von Marbach am Neckar in Richtung Heilbronn. | Die zweigliedrige Gruhe besteht aus schlichten, ebenmäßigen, gespitzten Quadern. Die Sitzbank steht getrennt vom Hauptteil; dies ist unüblich. Die Gruhe wurde 2004 vom Geschichtsverein Mundelsheim anstelle einer in den 1960er Jahren verloren gegangenen Vorgängergruhe errichtet. |      |

### Murr
| Lage | Beschreibung | Bild |
| --- | --- | ---- |
| 48,96483° N, 9,25198° O Am Lindenweg am nordwestlichen Ortsrand. Der Weg war Teil der Heerstraße, einer Fernverbindung, die über Höpfigheim weiter führte. | Der linke Pfeiler und der Sturz der eingliedrigen Gruhe bestehen aus Schilfsandstein. Sie sind gespitzt, überbeilt und mit Randschlag versehen. Der rechte Pfeiler aus scharriertem Sandstein wurde nach 1984 eingesetzt; er ersetzte einen geborstenen Pfeiler. |      |

### Oberriexingen
| Lage                                                                                 | Beschreibung | Bild |
| ------------------------------------------------------------------------------------ | --- | ---- |
| 48,92935° N, 9,0133° O Nordwestlich von Oberriexingen am verlängerten Vaihinger Weg. | Die 1984 noch frei stehende alte zweigliedrige Gruhe ist inzwischen von dicht stehenden Sträuchern fast überwachsen. Die Sturzsteine sind verwittert und an den Ecken und Kanten beschädigt. An den alten Steinen ist die Art der Bearbeitung nicht mehr erkennbar. Die Pfeilerstein des Hauptteils und der linke Pfeiler der Sitzbank sind neu. |      |

### Remseck

#### Neckarrems
| Lage | Beschreibung | Bild           |
| --- | --- | -------------- |
| 48,87227° N, 9,28211° O Am nördlichen Ortsrand von Neckarrems an der Schwaikheimer Straße, neben einem Wasserreservoir. Der heute etwas verbaute Standort bot früher einen guten Ausblick über sanfte Abhänge zum Neckartal. | Die alte, seit 1823 an diesem Standort bezeugte Gruhe wurde 1967 bei der Erweiterung des Wasserleitungsnetzes entfernt. Der Sturz der alten Gruhe fand 1982 seinen Platz im Lapidarium bei der Kelterschule; siehe nächste Gruhe. 1987 erfolgte eine Nachbildung der alten Gruhe durch den Remser Heimatverein. – Die Anlage besteht aus einer eingliedrigen Gruhe mit separater, einige Meter weiter hinten platzierter Sitzbank. Die Oberseite, die Rückseite und die Unterseite des Sturzes sind gespitzt, die Unterseite zudem überscharriert, die Vorderseite hingegen ist unregelmäßig und roh. Beide Pfeiler sind vorn gespitzt; die anderen drei Seiten hingegen sind roh und unregelmäßig. Der Sturz der Sitzbank ist gespitzt. |                |
| 48,87035° N, 9,27885° O Hinter der Kelterschule in Neckarrems, am Försterweg, in einem Freilicht-Lapidarium, das neben der Gruhe eine Sammlung von Grabsteinen und Grenzsteinen beherbergt. | Die niedrige, eingliedrige Bank stellt eher eine Sitzbank als eine Gruhe dar. Bei dem Sturz handelt es sich jedoch um den Originalsturz der alten Gruhe an der Schwaikheimer Straße – siehe oben. Er ist marode und brüchig, die Ecken und Kanten sind an vielen Stellen abgesplittert, die Flächen weitgehend verwittert. An der Vorderseite ist eine kaum noch leserliche Jahreszahl eingraviert. An den unbeschädigten Stellen erkennt man, dass der Stein früher gespitzt und überscharriert war. |                |
| 48,87045° N, 9,28848° O Auf der freien Anhöhe östlich oberhalb von Neckarrems, mit freiem Ausblick über das Neckartal Richtung Norden und Nordosten. Der Standort, mit der heutigen Zeit gemäßen Park-Sitzbänken rechts und links der Gruhe und schattenspendenden Bäumen und Büschen im Rücken der Anlage, ist als Rast- und Aussichtsplatz für Spaziergänger eingerichtet. | Die zweigliedrige Gruhe besteht aus rau gespitzten gesägten Sandsteinquadern. Auf der Vorderseite befindet sich eine Inschrift Flurbereinigung Neckarrems 19..; die beiden letzten Ziffern sowie ein Wappen sind ausgehauen. | Weitere Bilder |
| 48,86716° N, 9,28984° O Am Steilhang oberhalb des nördlichen Remsufers, am Feldweg, der vom Ort in östlicher Richtung zunächst oberhalb des alten Steinbruchs entlang und dann im Bogen ins Remstal führt. | Die zweigliedrige moderne Gruhe besteht aus hellen, ebenmäßigen maschinell gesägten und scharrierten Sandsteinquadern. Sie wurde 2019 anlässlich der Remstal-Gartenschau errichtet. Sie steht am Zugang zu einem Familien-Rastplatz mit einer sogenannten Wengerterhütte, der ebenfalls im Rahmen der Gartenschau eingerichtet wurde. | Weitere Bilder |

### Sachsenheim

#### Hohenhaslach
| Lage | Beschreibung | Bild |
| --- | --- | ---- |
| 49,00044° N, 9,03811° O Im Weinberg östlich von Hohenhaslach, Lage Röschen – Genuss an einer Wegabzweigung. | Einfache eingliedrige Gruhe geringer Höhe, fast wie eine Sitzbank. Sie wurde wenige Jahre vor 1984 bei der Rebflurbereinigung errichtet und ist keine ursprüngliche Gruhe. Auf zwei massige Pfeiler mit deutlich voneinander abweichender Breite wurde ein ungeschlachter Schilfsandsteinquader aufgelegt. Dessen Schauseite war einst die heutige Rückseite, denn diese weist eine feine Scharrierung auf, während Vorder- und Oberseite uneben und grob gespitzt sind. Der linke Pfeiler ist ebenfalls nur grob bearbeitet, während der rechte gekrönelt und mit Randschlag versehen ist. |      |

### Schwieberdingen
| Lage | Beschreibung | Bild |
| --- | --- | ---- |
| 48,87414° N, 9,094° O Am Vöhinger Weg östlich der Stadt, einem der Hauptwege in die östliche Feldflur, in der sich das abgegangene Dorf Vöhingen befand. | Die eingliedrige alte Gruhe wurde 1982 anlässlich von Bauarbeiten von ihrem rund 200 m östlich gelegenen ursprünglichen Platz an den jetzigen Standort versetzt. Der Sturz ist aus Schilfsandstein gefertigt. Die Steine sind durchgehend scharriert. |      |

### Sersheim
| Lage | Beschreibung | Bild           |
| --- | --- | -------------- |
| 48,95792° N, 9,01755° O An der Oberriexinger Straße, gegenüber der Einmündung Dammstraße auf dem Vorplatz zum 1927 erbauten und 1985 renovierten Backhaus. | Die dreigliedrige Gruhe mit je einer Sitzbank rechts und links des Hauptteils wurde 1985, nach Renovierung des Backhauses, errichtet. Sie besteht aus gesägten, maschinell fein gespitzten und überbeilten Steinen. Die Kanten sind rundum stark abgerundet. | Weitere Bilder |

### Steinheim an der Murr

#### Höpfigheim
| Lage | Beschreibung | Bild |
| --- | --- | ---- |
| 48,98479° N, 9,23909° O An der Verlängerung der Wolfsgasse, die in nordwestlicher Richtung aus dem Ort herausführt, an einer Weggabelung. Der Weg war früher Teil des Lauffener Wegs, der Verbindung von Steinheim über Höpfigheim nach Lauffen. | Die baufällige Vorgängergruhe wurde 1981 bei einem Traktorunfall zerstört. Noch im selben Jahr wurde aus gesägten, scharrierten Sandsteinblöcken in den gleichen Abmessungen eine neue Gruhe als Ersatz aufgestellt. Selbst die Jahreszahl 1830 wurde an der Innenseite des linken Pfeilers in der gleichen Art und Größe eingemeißelt wie beim Original. Ob diese Jahreszahl tatsächlich das Fertigungsdatum der alten Gruhe angibt, ist nicht sicher. Es kann sich bei dem alten Pfeiler auch um ein wiederverwendetes Bauteil, beispielsweise einen Türsturz, gehandelt haben. |      |

### Tamm
| Lage | Beschreibung | Bild           |
| --- | --- | -------------- |
| 48,91488° N, 9,12657° O Rund 800 m südöstlich des alten Tammer Ortskerns, am alten Verbindungsweg zwischen Tamm und Asperg, auf dem Feld an einer Wegkreuzung. Der leicht erhöhte Standpunkt oberhalb des heutigen Wegniveaus bietet einen Ausblick zum Hohenasperg. Die Krone eines großen Walnussbaums ist dicht über die Gruhe hinweggewachsen (Stand 2020). Das verleiht dem Standort ein malerisches Aussehen, würde jedoch den ursprünglichen Zweck der Gruhe vereiteln. | Eingliedrige einfache Gruhe, um 1780 errichtet. Der Sturz ist mithilfe von zwei diagonal gegenüberliegenden gekröpften Bandeisen auf den Pfeilern fixiert. Er ist an der Rückseite und einer Schmalseite abgeschlagen. Alle drei Steine sind nur grob gespitzt. | Weitere Bilder |

### Vaihingen an der Enz

#### Vaihingen
| Lage | Beschreibung | Bild           |
| --- | --- | -------------- |
| 48,93269° N, 8,97939° O An der Kehlstraße, der alten Verbindungsstraße von Vaihingen an der Enz nach Oberriexingen, an einer Wegkreuzung unmittelbar vor Erreichen der Hochfläche. | Historische zweigliedrige Gruhe mit angezapfter Sitzbank; weitgehend in ursprünglichem Zustand. Sitzbank und Sturz weisen Beschädigungen an Ecken und Kanten auf. Der Sturz ist rundum gefast. Alle Steine sind scharriert; an Sitzbank und Sturz ist die Scharrierung weitgehend verwittert. |                |
| 48,92431° N, 8,97703° O Am Leinfelder Weg rund 1,5 km ostsüdöstlich des alten Stadtkerns, in der Nähe des Hundedressurplatzes. Der Leinfelder Weg war der Hauptverbindungsweg von der Stadt zu den östlich gelegenen Weinbergen; durch die Bahnlinie wurde er jedoch unterbrochen und verlor seine Bedeutung. | Alte zweigliedrige Gruhe mit angezapfter Sitzbank; ebenso wie die zuvor genannte eine der ursprünglichsten in der Region. Die Sitzbank ist zerbrochen und befindet sich, vermutlich infolge von Erdanschwemmung, fast auf Bodenhöhe. |                |
| 48,94039° N, 8,97246° O Am Nebenweg auf der Anhöhe nordöstlich von Vaihingen, in der Nähe des Stromberg-Gymnasiums, unter einem alten Birnbaum, mit gutem Ausblick Richtung Norden zum Stromberg. | Alte eingliedrige niedrige alte Gruhe. Der Sturz ist rundum gefast; Kanten und Ecken sind in einem für eine alte Gruhe überraschend guten Zustand. Der Sturz und der rechte Pfeiler sind scharriert, der linke Pfeiler ist grob gespitzt. | Weitere Bilder |
| 48,94101° N, 8,9799° O Am Nebenweg, rund 600 m östlich der zuvor genannten Gruhe, auf kahler, ausgeräumter, landwirtschaftlich genutzter Hochfläche in der Nähe einer Hochspannungsleitung, jedoch mit guter Aussicht zum Stromberg und einigen Birnbäumen rechts im Hintergrund. | Zweigliedrige neue Gruhe aus gesägtem glattem hellem Sandstein mit formschlüssig verzahnter Verbindung zur Sitzbank und rundum gefastem Sturz. Laut eingravierter Inschrift wurde sie zum Abschluss der Flurbereinigung 2009 errichtet. Zuvor befand sich an derselben Stelle eine alte, baufällige und stilwidrig renovierte Gruhe; diese wurde nach 1984 entfernt. | Weitere Bilder |
| 48,9358° N, 8,95037° O 300 m außerhalb der Stadt, an der Landstraße, die am nördlichen Ufer der Enz Richtung Roßwag führt, in der Nähe des Steges über die Enz, am nördlichen Straßenrand an steiler Böschung neben einem Treppenaufgang. Der Standplatz war früher sicher anders, denn in der jetzigen Stellung ist die Gruhe nicht nutzbar.                                                                               | Eingliedrige Gruhe, die von einer rechts anstoßenden Esche stark nach links gedrückt wird. Beide Pfeiler sind deutlich geneigt; zwischen Pfeilern und Sturz klafft ein jeweils ein keilförmiger Spalt. Der Sturz ist rundum gefast, an den Seitenflächend scharriert und mit schrägem Randschlag versehen; die Sturzoberfläche ist verwittert. Ecken und Kanten sind weitgehend unversehrt. Die Pfeiler sind gespitzt und überscharriert. Der linke Pfeiler ist mit Efeu überwachsen. |                |
| 48,93577° N, 8,96295° O Im Neubaugebiet nordöstlich des Stadtkerns, an dem Treppenaufgang zwischen den Anwesen Goethestraße 59 und 61. Anstelle des Treppenaufgangs befand sich früher ein Fußweg in den Weinberg. Beim Ausbau zum Wohngebiet wurde das Gelände wohl verändert und der Aufgang um mehr als einen Meter tiefer angelegt, so dass die Gruhe nun oberhalb des Weges auf der Mauer steht und nicht nutzbar ist. | Eingliedrige alte Gruhe; der Sturz wurde nach 1984 ersetzt. Er ist rundum gefast und durchgehend scharriert. Die Pfeiler sind gespitzt und scharriert. Hinten an die Pfeiler stößt bis fast zur Höhe des Sturzes eine Betonmauer an, seitlich an den rechten Pfeiler schließt sich eine gemauerte Wand an, so dass die Gruhe nicht mehr frei steht. |                |
| 48,92163° N, 8,94883° O Am Auricher Steig, dem alten Fußweg von Vaihingen nach Aurich, am oberen Wegrand wenige Meter oberhalb des talseitigen Waldrandes. | Alte, vor 1984 stilwidrig renovierte zweigliedrige Gruhe mit Hauptteil und Sitzbank. Der Hauptsturz, ein Beton-Fertigteil, wurde nach 1984 durch einen scharrierten und an den unteren Kanten gefasten Sandsteinquader ersetzt. Die Gruhe wurde 2009 offensichtlich im Zusammenhang mit Waldarbeiten zerstört. Die stehengebliebenen alten Pfeiler sind durchgehend waagerecht scharriert. Im Dezember 2013 stand die Gruhe nach wie vor als Ruine. Die am Boden liegenden Trümmer des Sturzes und der Sitzbank waren inzwischen mit Moos bewachsen. 2020 war die Ruine weitgehend von Vegetation überwuchert. 2022 wurde die Gruhe restauriert und mit einem neuen stilgerechten Sturzstein versehen. | Weitere Bilder |

#### Ensingen
| Lage | Beschreibung | Bild |
| --- | --- | ---- |
| 48,96038° N, 8,95975° O An der westlichen Seite der L 1106 etwa auf halbem Weg zwischen Ensingen und Kleinglattbach, am Parallelweg zur Straße 12 m entfernt von einem abzweigenden Feldweg. Die Gruhe steht in einem Gehölzstreifen und ist von Gebüsch überwachsen. | Laut Gravur auf der Sitzbank wurde die zweigliedrige Ruhe mit angezapfter Sitzbank 1975 errichtet. Die Steine sind maschinell scharriert, etwas unregelmäßig überbeilt und gekrönelt. Auf dem Sturz befindet sich, in einem gekrönelten, zurückgesetzten Feld, eine große erhabene Gravur Krugstatt mit der Darstellung von Ähren mit einer Weintraube links der Inschrift und eines Umhängebeutels rechts der Inschrift. |      |

#### Enzweihingen
| Lage | Beschreibung | Bild           |
| --- | --- | -------------- |
| 48,92132° N, 8,9901° O An der unteren Enzbrücke am nördlichen, jenseitig des Ortes Enzweihingen gelegenen Enzufer. | Sehr niedrige zweigliedrige Gruhe; die Fläche der Sitzbank ist fast auf Erdniveau eingesunken. In den alten Sturz war die Jahreszahl 1840 eingraviert; dieser Sturz kam jedoch nach 1984 abhanden und wurde ersetzt. Der neue Sturz trägt eine Inschrift und das Enzweihinger Wappen. Die Flächen des Sturzes, mit Ausnahme der glatten Unterseite, sind scharriert. Die Pfeiler sind gespitzt und scharriert. | Weitere Bilder |
| 48,92681° N, 8,99506° O Am Abhang des Enztals rund 150 m ostsüdöstlich der Tunnelöffnung der ICE-Bahnstrecke, an dem asphaltierten Feldweg, der von der Leinfelder Straße aus entlang der Bahnlinie nach oben führt. Vom Standort aus hat man einen schönen Blick über das Enztal, die Eisenbahnbrücke und auf die Pulverdinger Höhe. | Einfache eingliedrige, sehr niedrige Gruhe. Die Vorderseite des Sturzes ist gekrönelt, alle anderen Seiten sind gespitzt. Bis auf die Unterseiten haben alle Seiten des Sturzes Randschlag. Mittig auf der Rückseite des Sturzes befindet sich eine große senkrechte Nut. Die Pfeiler sind auf der Rückseite gekrönelt mit feinem Randschlag, auf der Vorderseite gespitzt mit grobem Randschlag. Innen und Außenseiten sind gespitzt und überscharriert. Offenbar hatten die Steine einst eine andere Verwendung. Die Rückseite der Pfeiler war einst deren Schauseite. |                |

#### Horrheim
| Lage | Beschreibung | Bild |
| --- | --- | ---- |
| 48,97998° N, 8,97829° O Am asphaltierten Feldweg Rotenbergsträßle, der in nordwestlicher Richtung aus Horrheim herausführt, rund 250 m vom Ortsrand entfernt an der Abzweigung des ersten Richtung Westen abzweigenden Hauptfeldweges. Das Rotenbergsträßle führt weiter ins Mettertal, der Weg Richtung Westen hinauf an den Eselsberg. Vom Standort aus ist das Rotenbergsträßle in beide Richtungen bis zum Ortsrand und bis zum Abstieg ins Mettertal und der seitliche Feldweg ebenfalls mindestens 200 m aufwärts gut einsehbar. | Zweiteilige Gruhe. Das zugemörtelte Zapfloch im linken Pfeiler deutet darauf hin, dass früher eine angezapfte Sitzbank vorhanden war. Die jetzige kleine Sitzbank kam erst nach 1984 hinzu; sie passt wegen der Proportionen und der nur groben Spitzung der Oberflächen nicht zum Hauptteil. Der Sturz ist mit einer Fase versehen, diese ist nur grob gespitzt, während die Seitenflächen grob gespitzt und überkrönelt sind. Die Sturzoberfläche ist glatt und stellenweise verwittert. Dicht hinter der Gruhe steht ein unpassend platzierter hoher Pfosten mit Wegweiser und Hinweistafel. |      |
| 48,99142° N, 8,98542° O Am Klosterberg oberhalb des Weinberges, genau nördlich oberhalb der Winzergenossenschaft, an der am Waldrand gelegenen Wegseite unter einem Birnbaum. Beliebtes Wandergebiet mit schöner Aussicht über Horrheim, das Stroh- und Heckengäu, jedoch keine traditionelle Gruhenlage. | Mitte der 1970er Jahre anlässlich der Rebflurbereinigung errichtete zweigliedrige Gruhe aus gesägtem, glatten Sandstein. Die Sitzbank ist rechts angezapft oder angedübelt. An der Rückseite und an den Seitenflächen des Sturzes sind Verzierungen angebracht; wahrscheinlich wurde der Sturz verkehrt herum aufgesetzt. Leicht abgerundete Kanten, feiner durchgehender waagerechter Riss am rechten Hauptpfeiler. |      |